# نادی‌روزوادی
نادی‌روزوادی (به مجاری:  Nagyrozvágy) یک منطقهٔ مسکونی در مجارستان است که در ناحیه تسیگاند واقع شده‌است.